# Jan Sechter
Jan Sechter (ur. 18 września 1968 w Pradze) – czeski działacz państwowy i dyplomata, w latach 2008–2013 ambasador w Polsce.

## Życiorys
W 1992 ukończył studia na Wydziale Ekonomicznym Wyższej Szkoły Rolniczej w Pradze, po czym podjął pracę w admininistracji publicznej (w Departamencie ds. Rodaków i Stosunków Kulturalnych MSZ). Od 1995 do 2000 pełnił funkcję sekretarza ds. prasy, kultury i polityki filii ambasady czeskiej w RFN z siedzibą w Berlinie. Po powrocie do kraju stanął na czele Działu Spraw Przekrojowych Departamentu Krajów Europy Środkowej MSZ (2000–2002), w tym samym okresie był również koordynatorem MSZ ds. odszkodowań z okresu II wojny światowej.
W 2002 ponownie wysłany na placówkę dyplomatyczną, tym razem jako zastępca ambasadora w RFN – radca ministerialny. Po powrocie do kraju w 2007 objął funkcję sekretarza wykonawczego Komitetu ds. Pamięci, Badań i Nauczania o Holokauście. W 2008 złożył listy uwierzytelniające na ręce prezydenta Kaczyńskiego jako ambasador Czech w Polsce. W 2013 powierzono mu funkcję ambasadora w Austrii.
W 2013 odznaczony Krzyżem Komandorskim z Gwiazdą Orderu Zasługi RP.
Żonaty, ma syna i córkę.